# Казырлы
Казырлы — деревня в Саргатском районе Омской области. В составе Хохловского сельского поселения.

## История
В 1928 г. состояла из 136 хозяйств, основное население — русские. Центр Козырлынского сельсовета Саргатского района Омского округа Сибирского края.

## Население
| 1926 | 2010 |
| ---- | ---- |
| 635  | ↘66  |